# Rudolph-Wilde-Park
Der Rudolph-Wilde-Park (früher: Stadtpark Schöneberg) liegt im Berliner Ortsteil Schöneberg. Die öffentliche Grün- und Erholungsanlage trägt den Namen des ersten Oberbürgermeisters Rudolph Wilde, auf dessen Initiative zwischen 1911 und 1914 das Rathaus der damals noch selbstständigen Stadt Schöneberg gebaut wurde.
Der langgestreckte, schmale Park mit einer Fläche von 6,6 Hektar beginnt am Rathaus und zieht sich von der Martin-Luther-Straße über rund 650 Meter nach Westen bis zur Bezirksgrenze am Volkspark Wilmersdorf an der Kufsteiner Straße. Baumbestandene Spazierwege, Spiel- und Liegewiesen, das Baudenkmal Carl-Zuckmayer-Brücke mit dem oberirdischen U-Bahnhof Rathaus Schöneberg und der Hirschbrunnen im Kurpark-ähnlich angelegten Ostteil prägen das Bild des stark frequentierten Parks.

## Eiszeitliche Abflussrinne

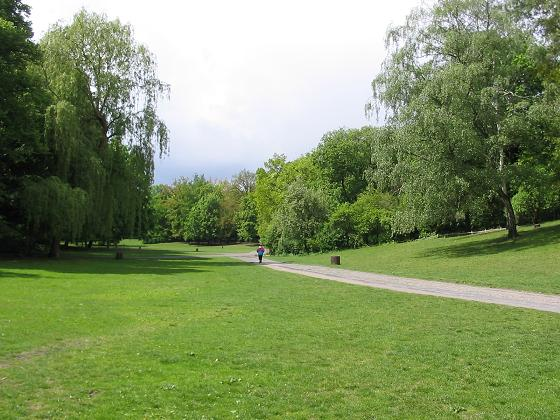
Sanft geschwungene Liegewiesen

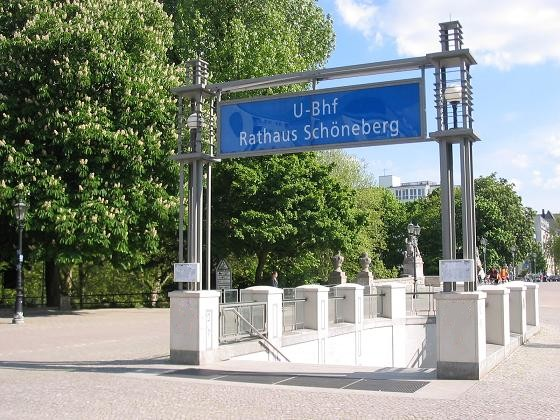
Carl-Zuckmayer-Brücke mit U-Bahn-Eingang

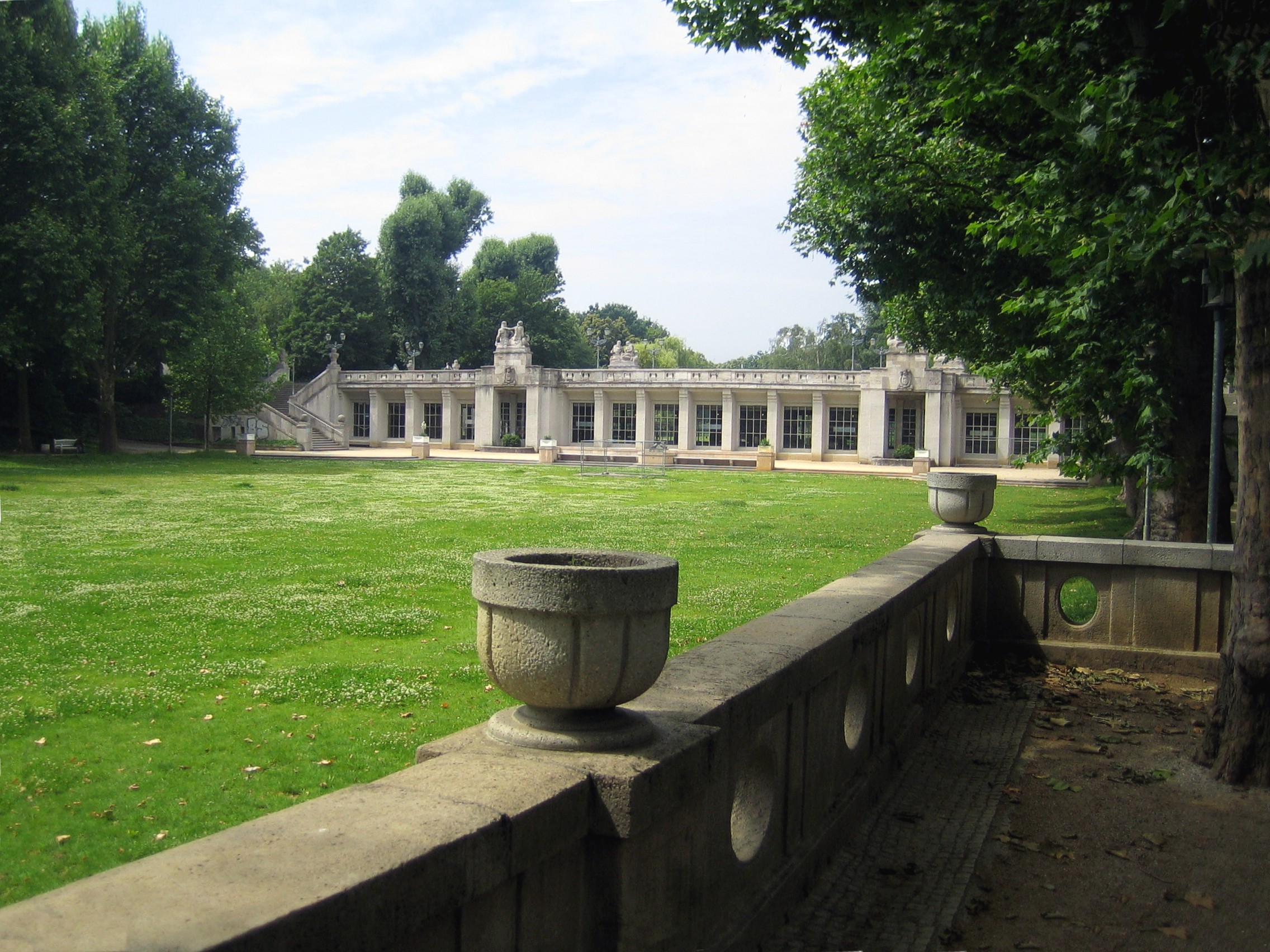
Ostteil, Blick zur Brücke mit dem darunterliegenden U-Bahnhof

Geologisch liegt das Gartendenkmal Rudolph-Wilde-Park in einem Nebenarm der glazialen Rinne der Grunewaldseenkette. Das Gebiet gehörte zu einem morastigen Fenn, das am Ende der letzten Eiszeit entstanden war und ursprünglich vom Nollendorfplatz entlang des Teltowrückens bis zum Lietzensee floss. Eine Informationstafel vor Ort führt dazu aus:

„Durch Ablagerungen wurde dieser Graben immer flacher und schließlich teilte sich die Rinne in eine Kette kleiner Seen und Teiche auf. Durch diese Rinne floss auch der so genannte Schwarze Graben, der von den Dorfbewohnern auch Haupt-Graben oder Fauler Graben genannt wurde, da dort hinein bis zu seiner Zuschüttung im Jahr 1887 die Schöneberger Abwässer eingeleitet wurden.“

Diese verbliebene Abflussrinne begann südlich des ehemaligen Mühlenbergs, auf dem das Rathaus errichtet wurde. Der Ententeich vor dem U-Bahnhof Rathaus Schöneberg stellt heute das letzte östliche Gewässer der Niederung dar, die sich als insgesamt rund 2 1⁄2 Kilometer langer und rund 150 Meter breiter innerstädtischer Grünzug nach Westen über den benachbarten Volkspark Wilmersdorf und den Fennsee bis zum Stadtring erstreckt. Die Nebenrinne setzt sich nach ihrer Unterbrechung durch Sportplätze und umbautes Gelände am Hubertussee fort und trifft mit dem Herthasee am Koenigssee senkrecht auf die Grunewaldrinne.

## Der Park heute

### Allgemeine Beschreibung
Die sanft geschwungenen Liegewiesen im Westteil und die gerne von Joggern genutzten und baumbestandenen Wege in erhöhter Randlage zeigen auch heute noch die Rinne der Schmelzwässer an. Besonders deutlich ist der Talcharakter des Parks am U-Bahnhof Rathaus Schöneberg zu sehen.

### Carl-Zuckmayer-Brücke

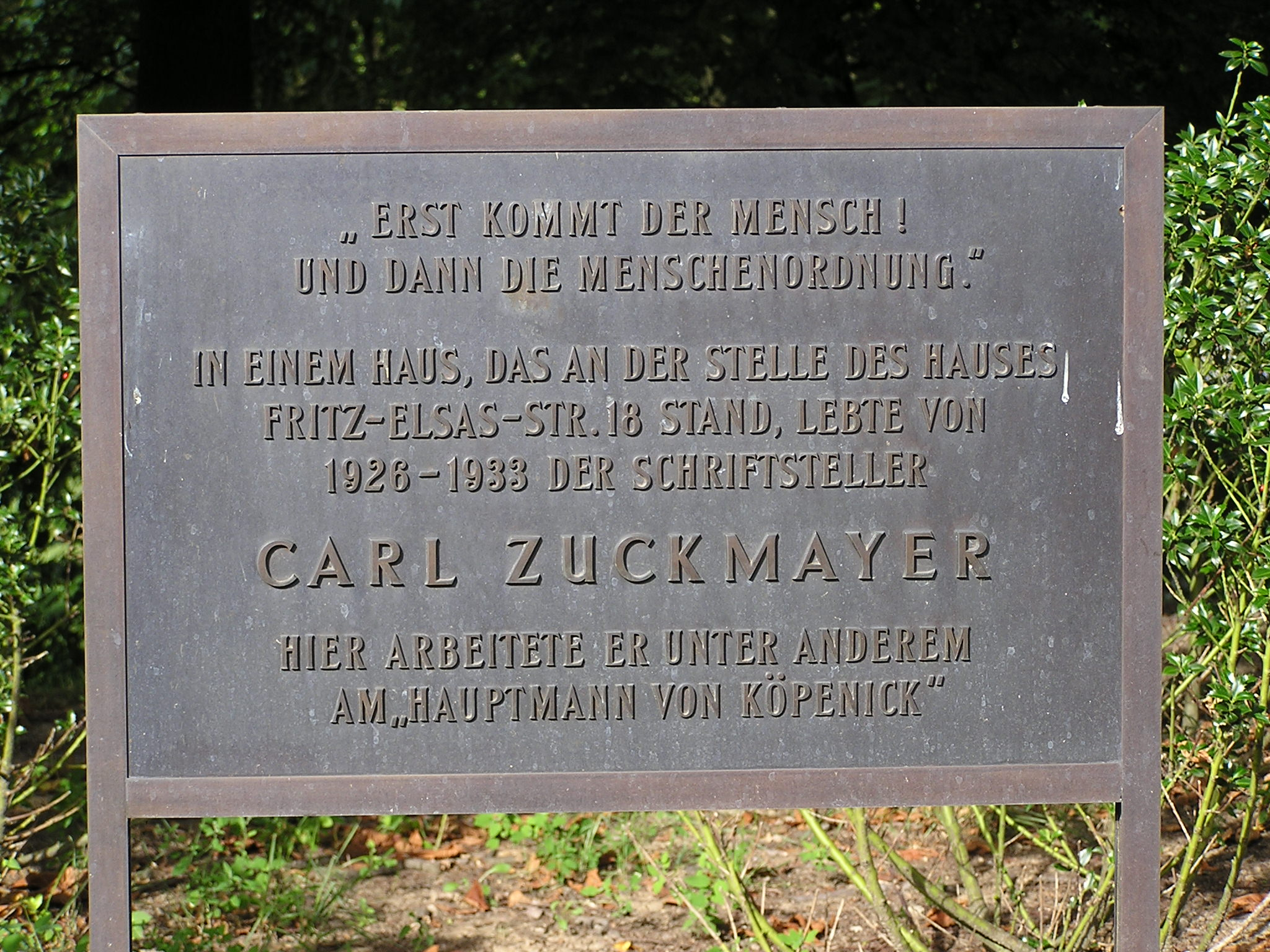
Gedenktafel für Carl Zuckmayer am Grundstück Fritz-Elsas-Straße 18

Die U-Bahn-Linie U4 teilt den Park in einen östlichen und einen westlichen Abschnitt. Die Ingenieure nutzten die gesamte Parkbreite für die Anlage des U-Bahnhofs, der hier mit seinen beiden verglasten Seiten offen zum Park liegt und zu den schönsten U-Bahnhöfen der Stadt zählt. Die U-Bahn fährt unterirdisch bis zur Parkrinne und tritt im Park an die vom Bahnhof umbaute Oberfläche, um auf der anderen Bahnhofs- und Parkseite wieder unter die Erde zu tauchen. Trotz der offenen Lage ist der Bahnhof nicht zu ebener Erde, also von den beiden Parkseiten aus zugänglich, sondern muss wie jeder U-Bahnhof von oben über Treppen begangen werden. Dieses „Oben“ beziehungsweise das Dach des Bahnhofs bildet die historische Carl-Zuckmayer-Brücke mit steinernen Figuren und Vasen auf einer kunstvollen Brüstung, von der breite Treppen in die beiden Parkteile hinunterführen. Die Brücke verbindet den nördlichen und südlichen Teil der Innsbrucker Straße über die Parkniederung hinweg, ist allerdings für den Durchgangsverkehr gesperrt und bleibt Fußgängern und Radfahrern vorbehalten. Sie trägt ihren Namen nach dem Schriftsteller Carl Zuckmayer, der 1924 zusammen mit Bertolt Brecht als Dramaturg am Deutschen Theater in Berlin tätig war und unmittelbar beim südlichen Ende der Brücke wohnte.
Die Brücke und der U-Bahnhof erfuhren zwischen 1995 und 2005 eine langwierige und aufwendige Sanierung, die durch den nach wie vor morastig-sumpfigen Untergrund erschwert wurde. Bei dem Neubau der Treppenaufgänge stellte sich beispielsweise heraus, dass die Eichenpfähle im Sumpf unter den Treppen faulten und zu kurz waren. Als Ersatz wurden 21 Meter lange Betonpfähle tief in den Untergrund getrieben. Die Notwendigkeit zu den umfangreichen Sanierungen ergab sich aus einer Absackung des Gebietes vor dem Bahnhof um rund sechzig Zentimeter; der Hirschbrunnen und das Milchhäuschen im Ostteil des Parks drohten gleichfalls im Untergrund zu versinken.

### Ententeich und Trauerweiden

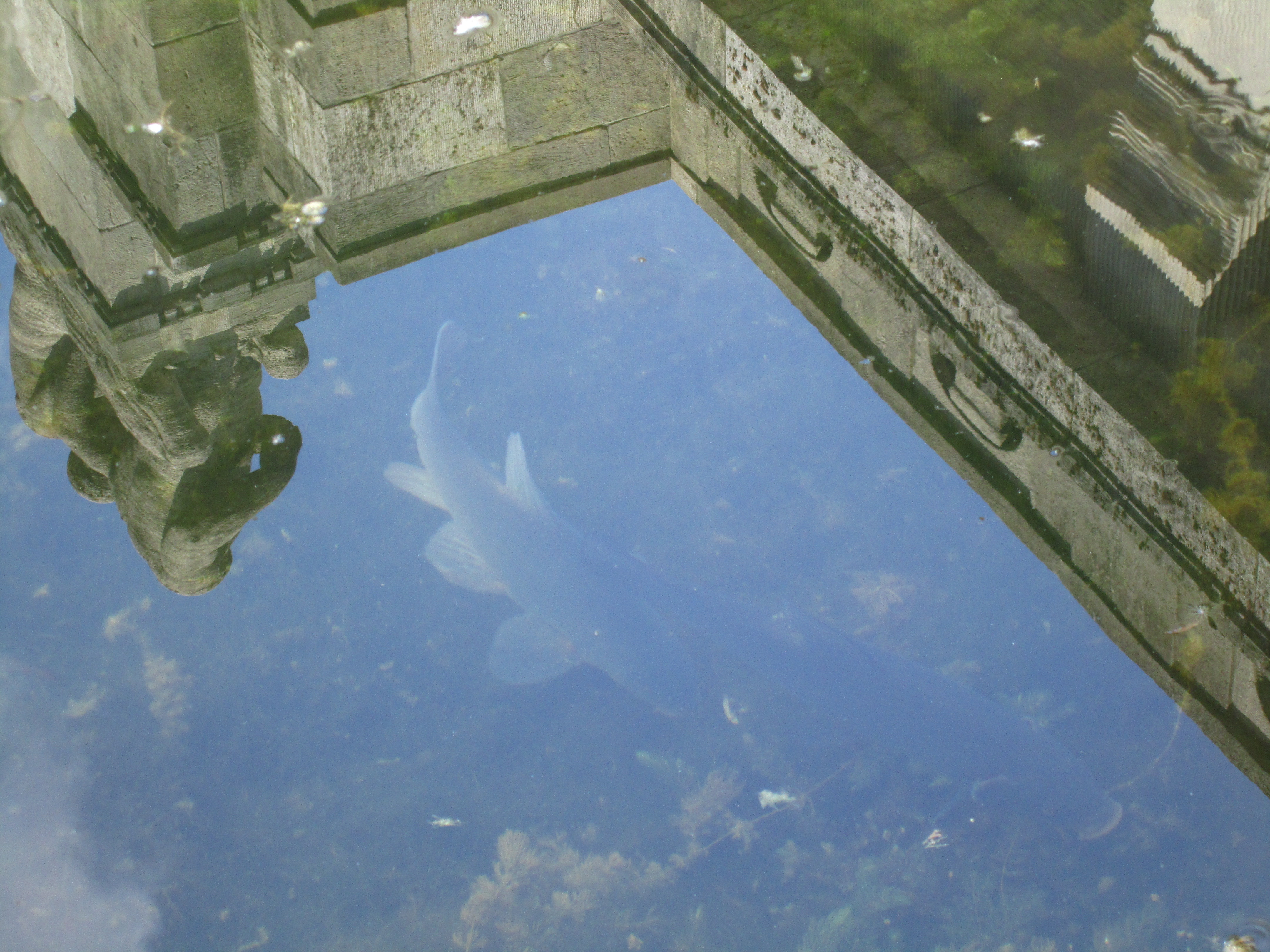
Fische und Algen im Ententeich

Westlich direkt vor der Brücke beziehungsweise vor der Verglasung des U-Bahnhofs liegt der kleine Ententeich, der – wie die anschließende Liegewiese – bereits auf das neue Niveau angehoben ist. Während der Ostteil des Parks inzwischen vollständig saniert wurde, dauerten die Arbeiten am Ententeich länger und waren erst im Oktober 2005 nach zehn Jahren Bauzeit endgültig abgeschlossen. Der Teich erhielt seine ursprüngliche Funktion als „spiegelnde“ Verbindung der Architektur des Bahnhofs zum Landschaftsgarten „im Stil einer Orangerie“ zurück. Nach einem Informationsblatt vor Ort plante das Bezirksamt:

„Es wird in dem unter Denkmalschutz stehenden Gartenensemble Rudolph-Wilde-Park die Sanierung des Ententeichs durchgeführt. Die bauliche Maßnahme wird im Juli 2005 begonnen. Als Voraussetzung der Teichsanierung wird es erforderlich, dass die um den Teich stehenden Bäume gerodet werden. Die im Uferstreifen befindlichen Bäume entsprechen nicht der ursprünglichen Anlage, sondern wurden nachträglich eingebracht oder sind aus geduldetem Wildaufwuchs entstanden. Sie beeinträchtigen die Wirkung der Wasserfläche als Spiegel des U-Bahnhofs im Stile einer Orangerie und stehen im Widerspruch zur ursprünglichen niedrigen Ufervegetation. Ein weiterer wichtiger Grund der Rodungen sind der Eintrag der organischen Materialien z. B. durch Laub, der die Wasserqualität stark beeinträchtigt. Im Rahmen der Sanierung des Ententeichs wird ebenfalls die rückwärtige Maueranlage überarbeitet. Die geplanten Bauarbeiten werden im Oktober 2005 abgeschlossen.“

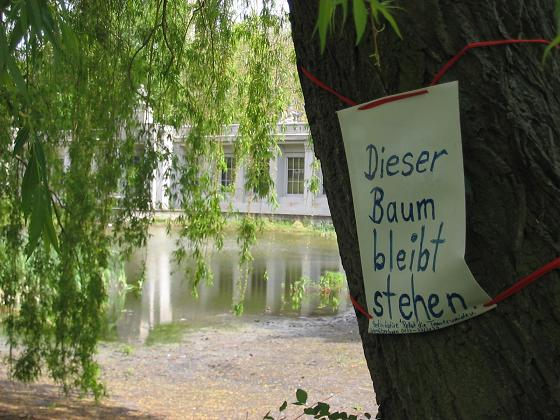
Umstrittene Trauerweide

In einer – für die Bevölkerung überraschenden – Aktion waren im April 2005 fünfzehn Bäume rund um den Ententeich gefällt worden. Zwei Trauerweiden mit Vogelnestern, um die ein heftiger Streit entbrannt war, blieben vorerst am Ufer stehen. Während Baustadtrat Gerhard Lawrentz (CDU) und auch die obere Denkmalschutzbehörde aus den beschriebenen Gründen nach wie vor für die Fällung eintraten, befürwortete Bezirksbürgermeister Ekkehard Band (SPD) ihre Erhaltung. Da die Sanierungsmaßnahmen und auch der „Kahlschlag am Ententeich“ (Berliner Morgenpost vom 23. April 2005) über „ökologische Ausgleichsmaßnahmen“ finanziert werden, erwägt der Bund für Umwelt und Naturschutz Berlin (BUND) eine Klage gegen das Bezirksamt wegen einer Zweckentfremdung der Mittel. Die schnell gebildete Parkinitiative Rettet die Trauerweiden brachte an einer Weide ein Plakat mit der Aufschrift „Dieser Baum bleibt stehen“ an. Ingrid Winkler von der Initiative protestierte laut Berliner Morgenpost vom 26. April 2005 unter anderem gegen „die zynische Fällbegründung der Denkmalbehörde, die Bäume störten die Wirkung des Baudenkmals U-Bahnhof im Wasserspiegel des Teichs.“
Zum Ende des Jahres 2005 kamen die Bauarbeiten am Ententeich zum Abschluss. Eine naturnahe Abdichtung aus Lehm ersetzt das bisherige Asphaltbecken des Teiches. Die Wasserversorgung erfolgt nun aus einem Tiefbrunnen am südlichen Ende des U-Bahnhofs. Das Frischwasser und am Ufer abgesaugtes Teichwasser kann über Umwälzpumpen mit Luft-Sauerstoff angereichert werden. Zusammen mit einem biologisch arbeitenden Filtersystem, dem sumpfigen Schilfgürtel am Nordufer, soll diese Maßnahme die Nährstoffkonzentration im Teich in Grenzen halten und so der Veralgung vorbeugen.

### Kurparkcharakter im Ostteil

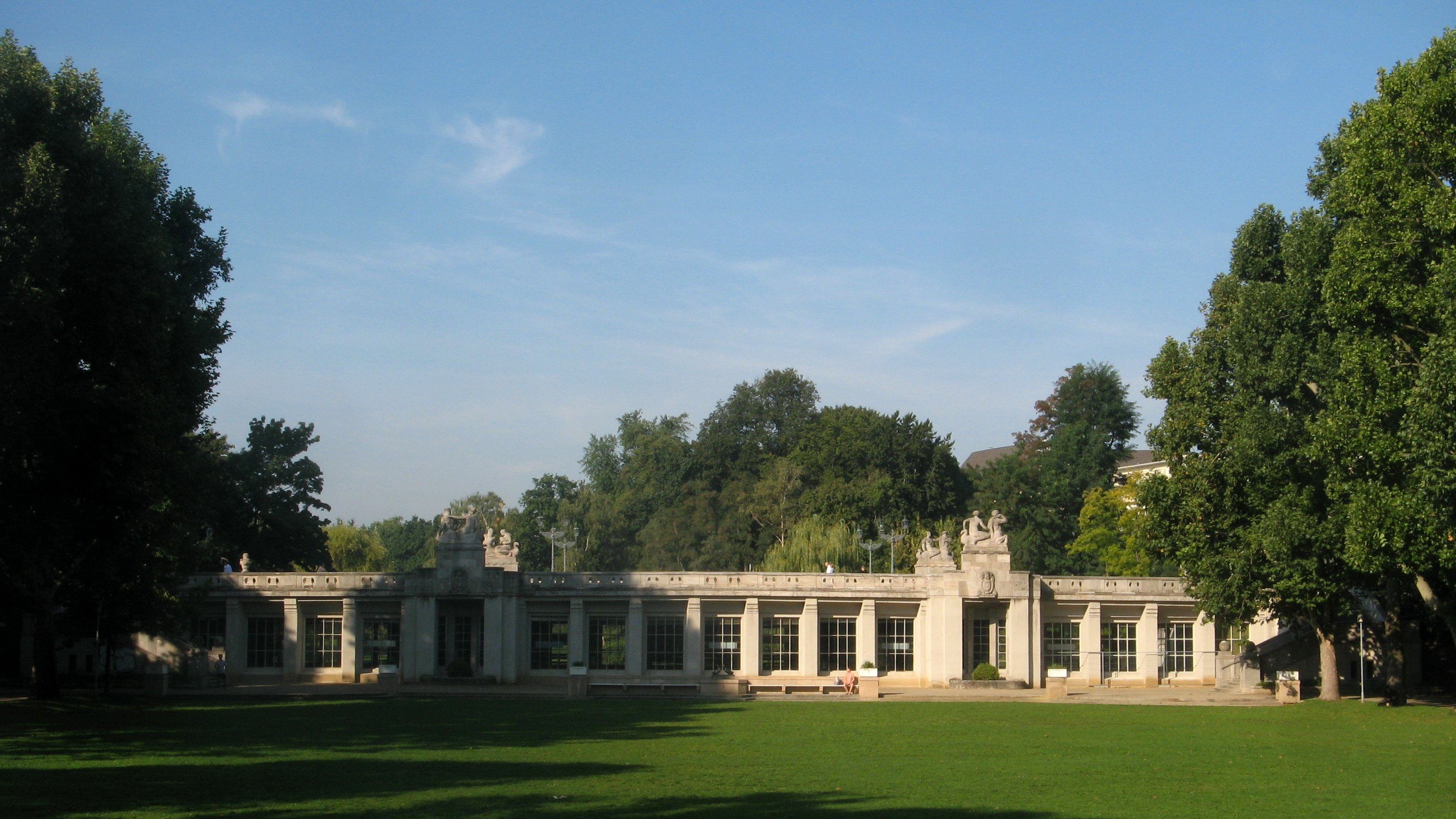
Ostteil des Parks

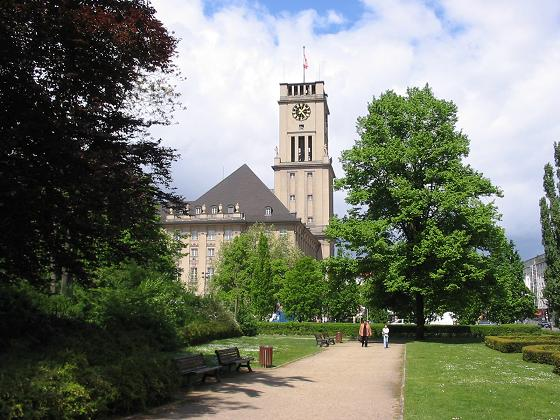
Parkbeginn am Rathaus Schöneberg

Großes Fenn und Mühlenberg, 1860

Während die Arbeiten am Ententeich im westlichen, eher „naturlandschaftlich geprägten Parkteil“ längere Zeit in Anspruch nahmen, ist die Sanierung des kleineren, rund ein Drittel der Gesamtfläche einnehmenden östlichen Teils seit 2001 beendet. Dieser Teil beginnt unmittelbar am Rathaus Schöneberg und gilt als der „architektonische Teil“ oder auch „geometrische Teil“ mit repräsentativem Kurparkcharakter.

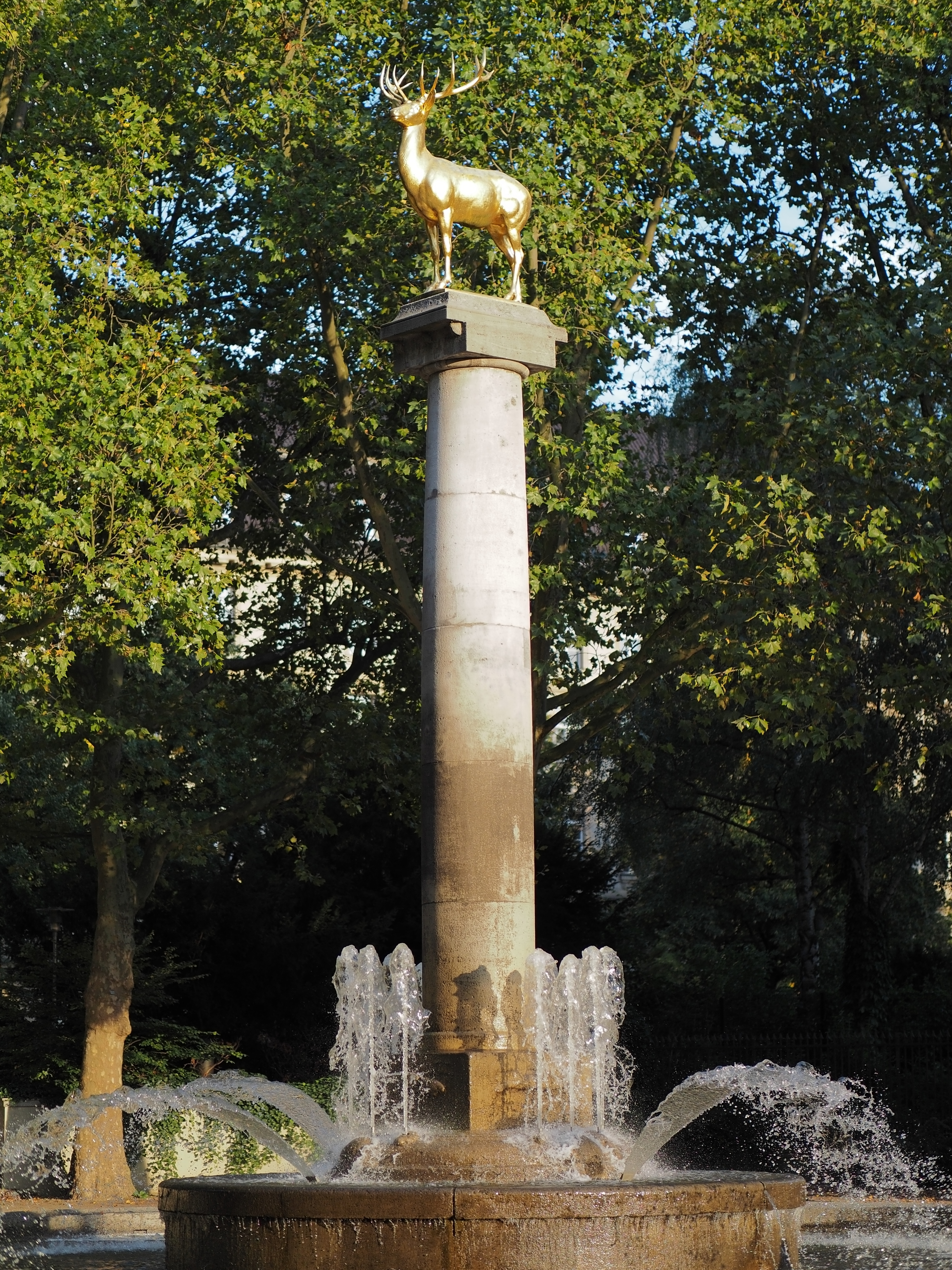
Hirschbrunnen

An einem historischen und sanierten Milchhäuschen führt eine breite Treppe hinunter zu einer großen Brunnenanlage mit Fontänen, in dessen Mitte sich eine 8,80 Meter hohe Säule erhebt, die ein goldener Hirsch, das Wappentier von Schöneberg, krönt. Der Hirsch ist ein Werk des Bildhauers August Gaul. Im Milchhäuschen wurde im Jahr 2001 ein Biergarten eingerichtet.

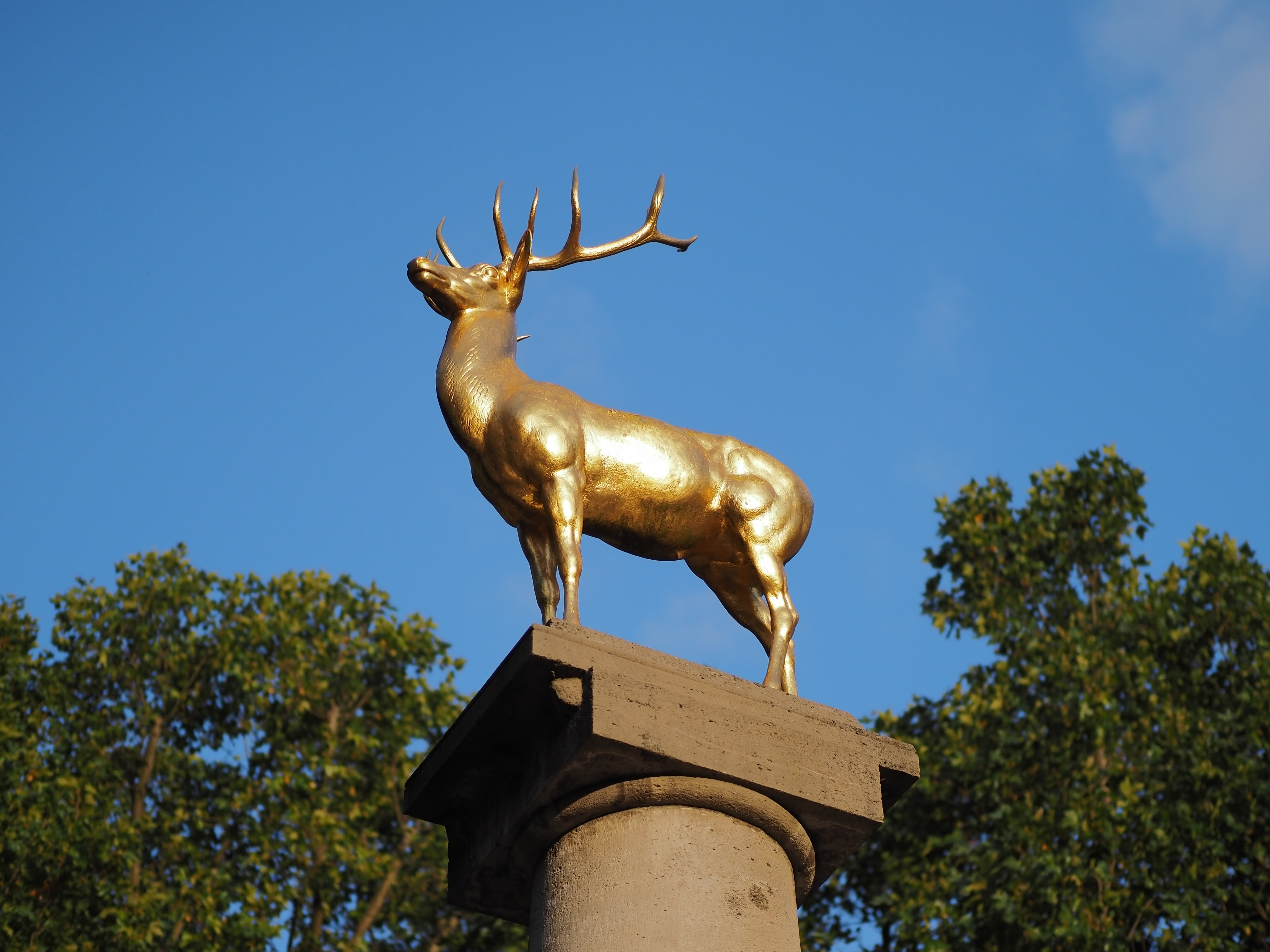
Goldener Hirsch

Eine weite Brüstung fasst bis zur Carl-Zuckmayer-Brücke im Halbrund eine Wiese ein, die von breiten baumbestandenen Wegen gesäumt ist. Auf dieser Wiese wurde 1951 eine öffentliche Fernsehübertragung veranstaltet. Viele Bänke und im Sommer ein Biergarten am Milchhäuschen laden zum Verweilen ein.
Neben der Stabilisierung von Milchhäuschen und Brunnenanlage auf dem morastigen Untergrund sowie ihrer Renovierung umfasste die Sanierung umfangreiche Neupflanzungen und die Anlage von Blumenbeeten. Die Sanierungsgesamtkosten betrugen für diesen etwa 200 Meter langen Parkteil rund fünf Millionen Euro. Die Sanierung des direkten Bahnhofsbereichs oblag ihrem Besitzer, der BVG.

## Gründungsgeschichte des Parks

### Namensgebung
Um 1900 stellte Stadtbaurat Friedrich Gerlach einen Bebauungsplan für Schöneberg auf, der im rund 7,5 Hektar großen Talfenn eine Parkanlage vorsah, die sich in der Nachbarstadt nach Westen bis zum ehemaligen Wilmersdorfer See fortsetzen sollte, der zwischen der heutigen Bundesallee und der Uhlandstraße lag und ab 1915 zugeschüttet wurde. Der Volkspark Wilmersdorf hieß daher lange „Seepark“, während der Schöneberger Abschnitt ursprünglich als „Stadtpark Schöneberg“ angelegt war.

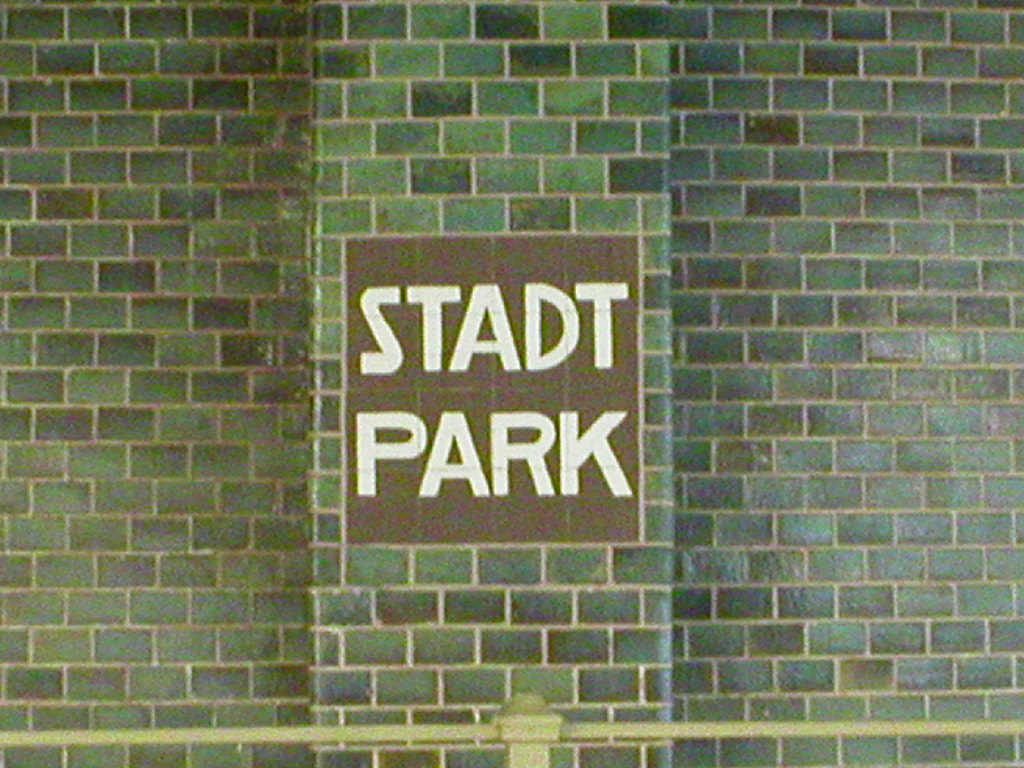
Alter Stationsname

Auch der U-Bahnhof trug den Namen Stadtpark. Die Umbenennung in Rudolph-Wilde-Park erfolgte ersatzweise, als drei Tage nach der Ermordung Kennedys zu dessen Ehren und zur Erinnerung an seine berühmte Rede auf dem Rathausvorplatz vom 26. Juni 1963 mit dem legendären Bekenntnis „Ich bin ein Berliner“ der Platz am 25. November 1963 in John-F.-Kennedy-Platz umbenannt wurde – bis dahin hatte der Rathausvorplatz den Namen Rudolph-Wilde-Platz getragen.

### Planung und Baudaten
Das Konzept der Parkgestaltung ging aus verschiedenen preisgekrönten Arbeiten eines überregionalen Wettbewerbs von 1906 hervor, deren Ausführungsplanung Stadtbaurat Gerlach übernahm. Gewinner des Wettbewerbs war der Gartenarchitekt Otto Kruepper. Gerlach übernahm allerdings keinen Wettbewerbsentwurf in reiner Form, sondern erarbeitete eine Kombination aus verschiedenen Beiträgen, die dem Entwurf des zweiten Preisträgers Fritz Encke am nächsten kam. (Nach dem Kölner Gartendirektor Encke ist der Fritz-Encke-Volkspark in Köln-Raderthal benannt). Die noch heute bestehende Teilung des Schöneberger Parks in den westlichen Teil mit landschaftlichem und den östlichen Teil mit repräsentativem Charakter geht auf die ursprünglichen Planungen zurück, die Ruhe und Naturbeobachtung in den Vordergrund stellten und damit entgegen der späteren Nutzung Spiel und Sport ausschlossen. Spielplätze, soweit unumgänglich, sollten möglichst unauffällig integriert werden. Für die Begrünung pflanzten die Gartenarchitekten rund 500 bis zu 20 Meter hohe Bäume.
Die Anlage des Parks stellte die Planer vor erhebliche Probleme, denn ein bis zu 30 Meter tiefer Sumpf war trockenzulegen und mit Sand aufzufüllen. Zur Verankerung im morastigen Boden mussten sämtliche Bauten im Parkgelände auf Eichenpfähle gestellt werden. Die Arbeiten wurden zwischen 1910 und 1912 durchgeführt und mit dem Bau der U-Bahn koordiniert, indem der Aushub der Bahnschächte in einem Gesamtvolumen von rund 850.000 m³ zur Aufschüttung im Fenn verwendet wurde. Die Informationstafel gibt die Erinnerung eines Schöneberger Bürgers wieder, der als Kind den Bau hautnah miterlebte:

„Am liebsten besuchten wir die Baustelle, wo die U-Bahn das wüste Gelände des ehemaligen ‚Schwarzen Grabens‘ durchqueren sollte. Hier fuhren Feldbahnen Massen von Erde in das moorige Gelände, wo der Boden wankte und schwankte und wo bis jetzt niemand ein Haus hätte bauen können. Bisher hatten wir Kinder uns ausgetobt. Nun aber ragten als sichtbares Ergebnis eines Tagwerkes jeden Abend hohe Sandwälle hervor. Am nächsten Morgen aber waren sie verschlungen. Nach geraumer Zeit war aber der moorige Untergrund doch mit Erde gesättigt und zur Ruhe gekommen. Vor uns lag nun eine öde Sandfläche.“

Bis zu 500 Arbeiter waren an einem derartigen Tagwerk beteiligt. Die Landschaftsteile waren im Wesentlichen zur U-Bahn-Eröffnung 1910 fertig, der Hirschbrunnen und die Treppenanlagen zum Rathaus folgten 1912.

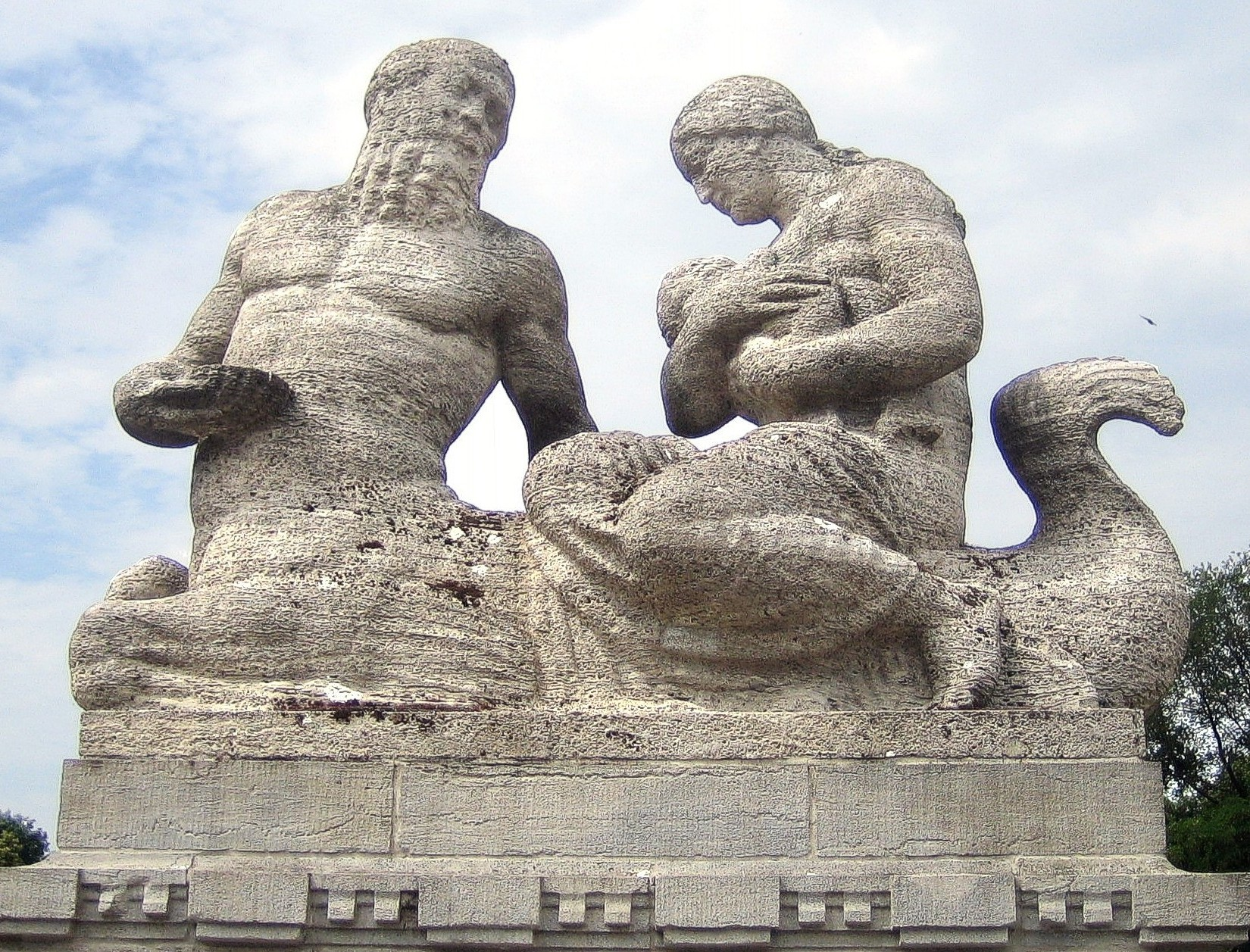
Figurengruppe Triton mit Nymphe

Der Bau der heutigen U-Bahn-Linie U4, die zu dieser Zeit getrennt vom Berliner U-Bahn-Netz eine eigenständige Schöneberger Linie darstellte, hatte 1908 begonnen und am 1. Dezember 1910 wurde die Linie feierlich eröffnet. Der U-Bahnhof Stadtpark (heute: Rathaus Schöneberg) und die Carl-Zuckmayer-Brücke gehen auf einen Entwurf des Architekten Johann Emil Schaudt zurück, der 1907 das KaDeWe gestaltet hatte. Eine strenge vertikale und horizontale Gliederung zeichnet das Bauwerk aus. Die vier Figurengruppen auf den Brüstungen stammen von Richard Guhr und stellen laut Informationstafel „Tritonen aus mythischer Zeit dar, die auf ihren Rücken Nymphen über das einstmals aus einer Seenkette bestehende Fenngelände von einem Ufer zum anderen tragen“.
Der Rathausbau auf dem südöstlichen Teil des benachbarten Mühlenbergs folgte zwischen 1911 und 1914 unter dem Nachfolger von Rudolph Wilde, dem Schöneberger Oberbürgermeister Alexander Dominicus, der wiederum dem historischen Mühlenweg den heutigen Namen Dominicusstraße gab. Gegen Ende der 1920er Jahre erfolgten kleinere Umbauten und Veränderungen im Park. In diese Zeit fallen erste Verärgerungen der Bürger, die Freiflächen und Spielmöglichkeiten für ihre Kinder suchten, nachdem Schöneberg inzwischen nahezu vollständig zugebaut war. Der Bezirk stellte daraufhin 1928 die Wiese im Ostteil an drei Wochentagen nachmittags zur allgemeinen Nutzung frei.
Im Jahr 1954 kamen die beiden Frauenstandbilder Der Morgen und Der Abend des Künstlers Georg Kolbe, die seit Ende der 1920er Jahre in der unweit entfernten Siedlung Ceciliengärten (nahe dem Innsbrucker Platz) und nach dem Zweiten Weltkrieg auf dem Wittenbergplatz standen, in den Park. Anlässlich der 750-Jahr-Feier Berlins im Jahr 1987 wurden beide Plastiken wieder an ihren angestammten Platz in die inzwischen restaurierte und denkmalgeschützte Anlage der Ceciliengärten zwischen Haupt- und Rubensstraße zurückgebracht. Die Skulptur Der Morgen stand bereits 1929 im Deutschen Pavillon auf der Weltausstellung in Barcelona.

## Einbindung in den Ortsteil

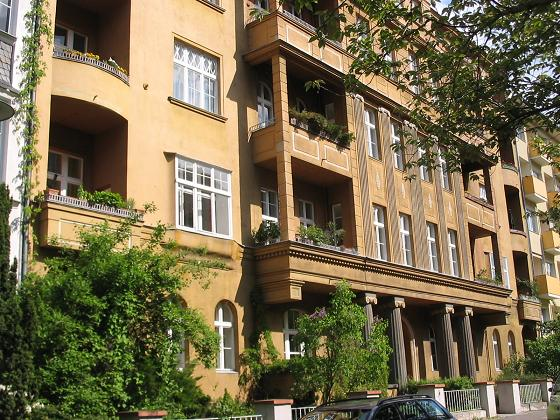
Historisches Stadthaus, Hewaldstraße

### Stadthäuser und Salons
Nach 1912 zogen die Landschaftsarchitekten zunehmend die angrenzenden Straßenabschnitte in die Parkgestaltung ein. So sind die Parkseiten der beiden angrenzenden Straßen – im Norden die Freiherr-vom-Stein-Straße und im Süden die Fritz-Elsas-Straße – in das Wegesystem integriert worden. Beide Straßen sind geschwindigkeitsbegrenzte Zonen. Zwischen 1919 und 1957 gab es eine Straße Am Stadtpark, die heute unbezeichnet ist. An der Kufsteiner Straße Ecke Fritz-Elsas-Straße liegt das repräsentative ehemalige Gebäude des RIAS, an der Badenschen Straße das der FHW (bis 1959: DHfP). Die überwiegend ruhigen Wohnviertel am Park sind heute geprägt von gutbürgerlichen Mietshäusern, die weitgehend die ehemaligen prächtigen Stadthäuser der Gründerzeit ersetzen, die in hoher Zahl dem Zweiten Weltkrieg zum Opfer fielen.
In unmittelbarer Nachbarschaft zum Park liegt das Bayerische Viertel, das um 1900 gezielt für ein großbürgerliches Publikum konzipiert wurde. Finanzstarke Bevölkerungsschichten sollten gewonnen werden, um mehr Steuereinnahmen für die bis 1920 selbstständige und kreisfreie Stadt Schöneberg zu erzielen. Neben dem wenige Jahre zuvor entstandenen Villenviertel im Grunewald und dem altehrwürdigen Fichtenberg in Steglitz zählte das Bayerische Viertel bald zu den gediegensten Wohnbereichen im Berliner Südwesten.
Vornehme Fassaden, riesige Wohnungen mit Salons, reizvolle Platzanlagen und die eigene städtische U-Bahn-Linie zeichneten den Reichtum des Viertels aus, in dem sich schnell Ärzte, Rechtsanwälte, Beamte in höheren Positionen und viele prominente Künstler und Intellektuelle der 1920er Jahre niederließen. Dazu zählten unter anderem Albert Einstein, Arno Holz, Gottfried Benn und Erwin Piscator. Die Architektur der Häuser war im Stil der Gebäude bayerischer Kleinstädte gehalten und führte zur Bezeichnung Bayerisches Viertel oder früher auch Klein-Nürnberg, aufgrund des sehr hohen Anteils jüdischer Bürger gelegentlich Jüdische Schweiz genannt. Die Architektur des U-Bahnhofs und der Carl-Zuckmayer-Brücke sowie die Gestaltung des Rudolph-Wilde-Parks fügten sich harmonisch in das Bild der Straßenzüge ein.

### Gegen das Vergessen

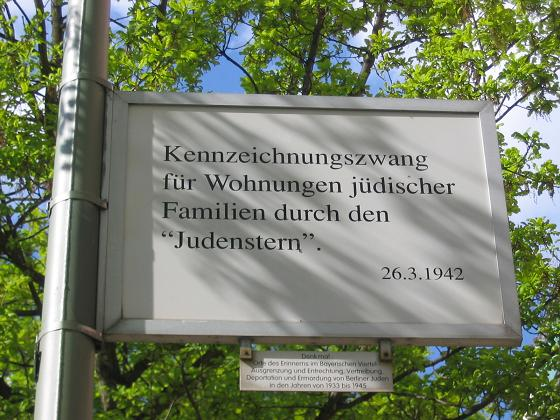
Gedenktafel an die Judenverfolgung

Gegen das Vergessen der Deportationen, von denen die Bürger des Bayerischen Viertels besonders zahlreich betroffen waren, findet man heute 80 Gedenktafeln und mehrere Hinweistafeln mit Orientierungsplänen, die an Lampenmasten als flächendeckendes Denkmal unter dem Titel Orte des Erinnerns im Bayerischen Viertel – Ausgrenzung und Entrechtung, Vertreibung, Deportation und Ermordung von Berliner Juden in den Jahren 1933 bis 1945 im gesamten Bayerischen Viertel verteilt sind.
Das im Zweiten Weltkrieg zu 60 Prozent zerstörte Viertel hat sich mit seiner Straßenstruktur und den Vorgärten bis heute erhalten, die zerstörten Bauten sind allerdings weitgehend durch schmucklose Nachkriegsblocks ersetzt. In der Wohnung seiner Frau in der Meraner Straße, die auf den Park zuführt, riefen die Trümmer 1947 im Schriftsteller Hans Fallada folgende Empfindungen hervor:

„Der Wind lässt manchmal das schlecht gespannte Zellophanpapier im Fensterrahmen knattern, im ausgebrannten Hofgebäude schlägt eine Tür. Immerfort sind geheimnisvolle Geräusche draußen. Rieselnder Schutt – ? Ratten, die in den Kellern nach Schrecklichem suchen – ? Eine zerstörte Welt, die wieder aufzubauen jeder Wille, jede Hand benötigt wird.“

Die Bauwerke im Rudolph-Wilde-Park überstanden – bis auf den Mittelteil des U-Bahnhofs – den Zweiten Weltkrieg unversehrt.